# Viola kitaibeliana
Violette de Kitaibel, Pensée de Kitaibel
Espèce
Viola kitaibeliana, la Violette de Kitaibel, ou Pensée de Kitaibel, est une espèce de plantes à fleurs de la famille des Violacées. Elle est originaire d'une vaste zone allant des îles Canaries, à travers l'Europe, jusqu'au nord de l'Iran et au sud du Turkménistan. 
C'est une plante annuelle qui nécessite un sol perturbé ou pâturé pour pousser.

## Statut de protection
En France, l'espèce figure sur la liste des plantes protégées en Aquitaine, sur celle du Nord-Pas-de-Calais.
En Suisse, elle figure sur la liste rouge des plantes.